# کراکو آم زی
شهر کراکو آم زی (به آلمانی: Krakow am See) در ایالت مکلنبورگ-فورپومن در کشور آلمان واقع شده‌است.

## نگارخانه

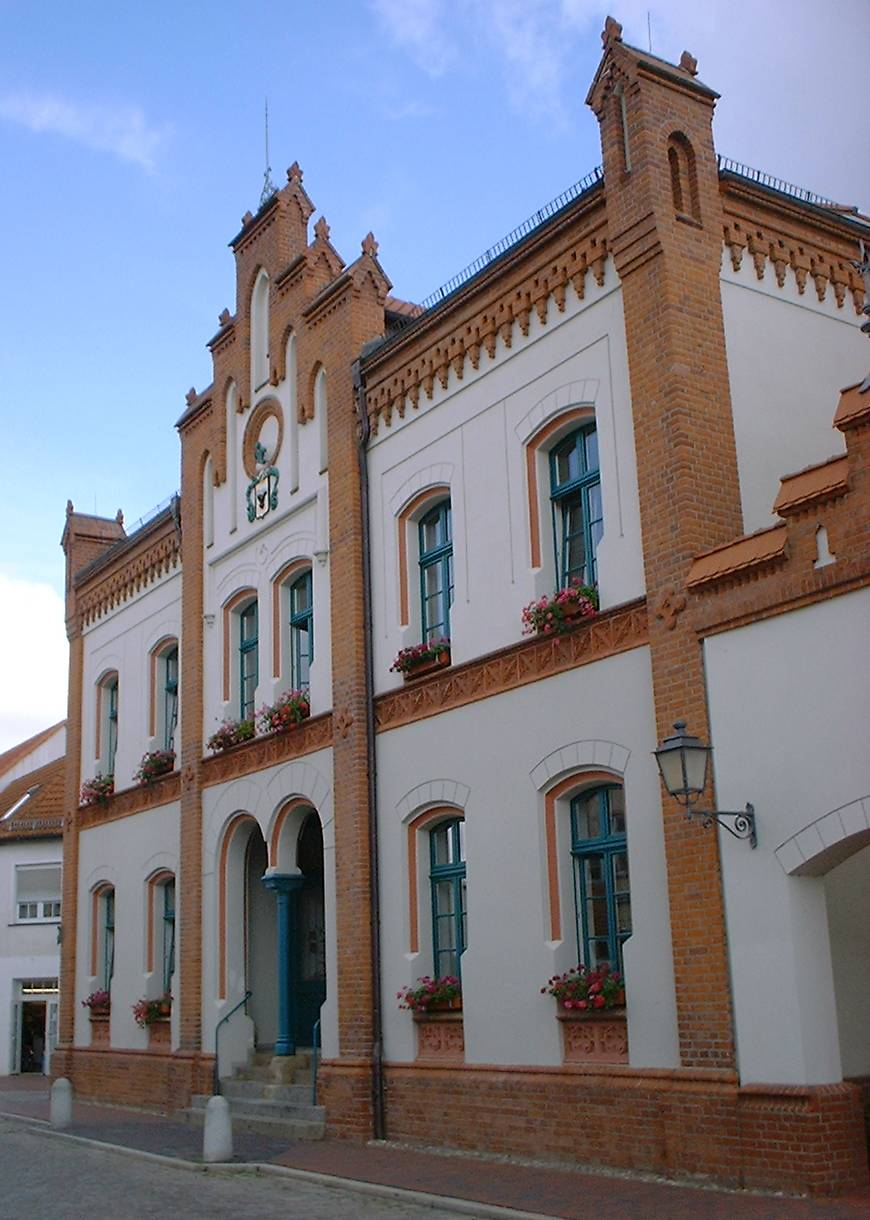
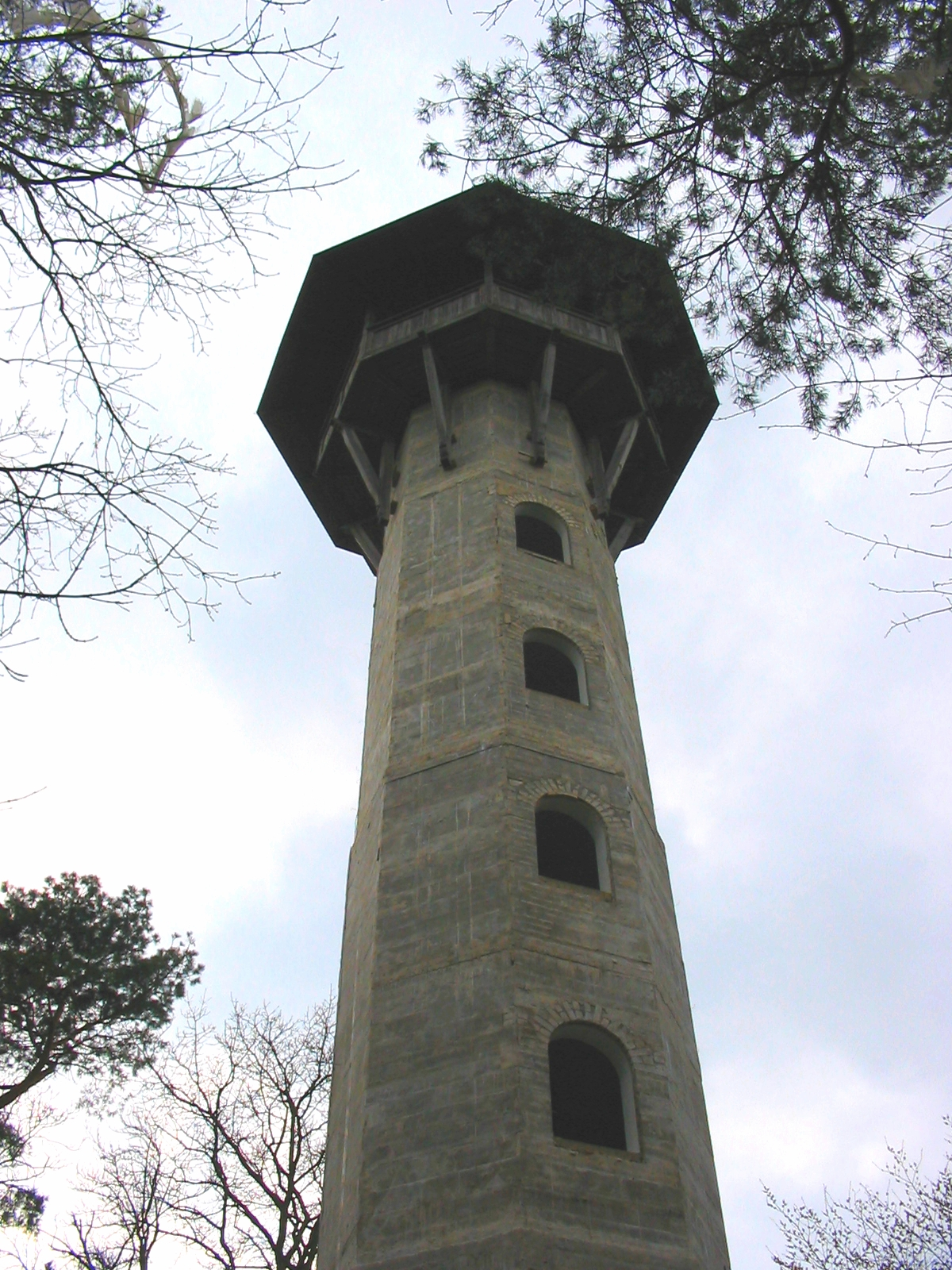
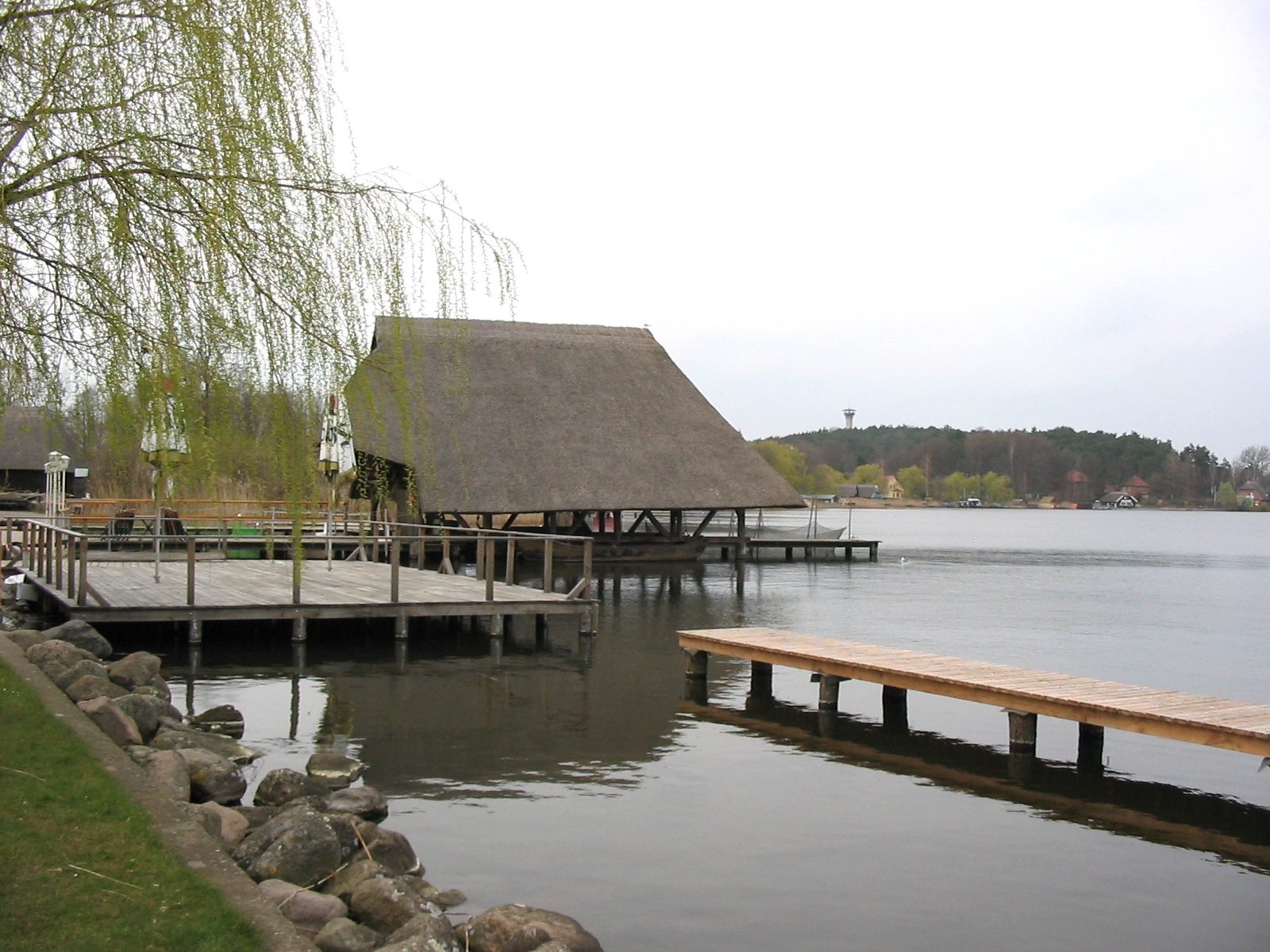
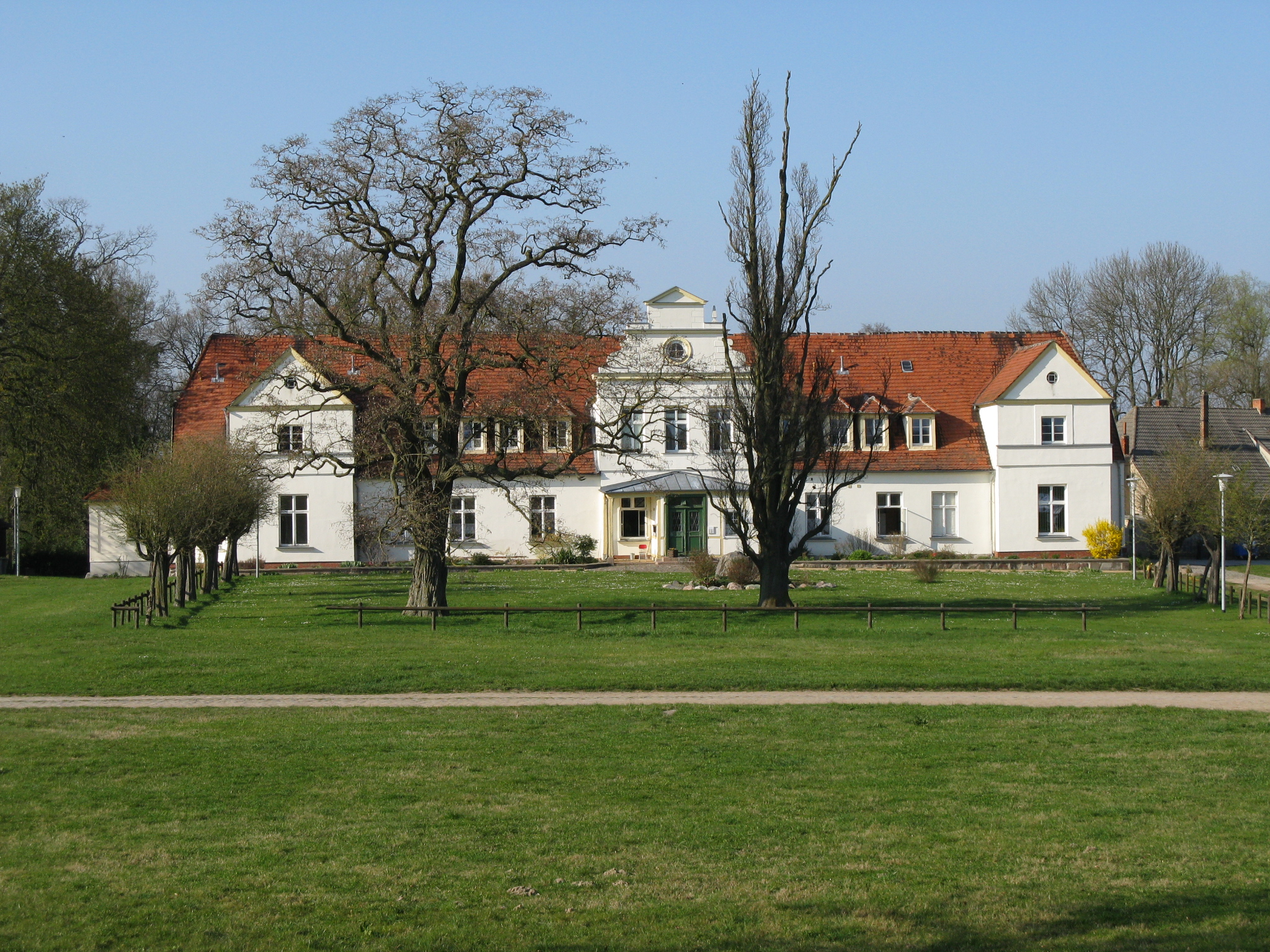